# 전라일보
전라일보는 전북특별자치도의 지역 신문이다.

## 연혁
- 1994년 6월 8일 창간.